# Ihrlinger Antal
Ihrlinger Antal (Sopron, 1842. április 12. – Budapest, 1890. október 29.) nyomdász, betűszedő, politikus.

## Élete
1863-ban részt vett Langiewicz alatt a lengyel forradalomban. Megsebesülve, visszakerült ismét Bécsbe és Pestre. Valóságos típusa volt a szocialista vezérnek. Egész életét a munkások ügyének szentelte s egyik főszónok volt a munkásgyűléseken, a mellett folyvást torzsalkodott az újabb eszmék híveivel. 1869-ben megalakította az óbudai munkásszövetséget, mely mint ilyen első volt Magyarországon. A párizsi munkás kongresszuson (a II. Internacionálé 1889-es kongresszusán) mint magyar munkáskövet szerepelt. Évek óta megszűnt azon ember lenni, ki a munkásmozgalom élén működhetett volna; ivásnak adta magát. 1890 júniusában a Népszava s Arbeiter Wochen-Chronik kiadói bűnvádi följelentést tettek ellene sikkasztás bűntette miatt, mert a beszedett pénzeket nem könyvelte el, hanem a saját céljaira fordította. Végkép elzüllött, betegen, elhagyatva, barátja Mielvinszky Sándor lengyel emigráns házában Budapesten húzta meg magát, ahol  meg is halt. Temetésének költségeit a magyarországi könyvnyomdászok és betűöntők fedezték.
1870. április 3-án megjelent az Általános Munkás Újság és németül az Allgemeiner Arbeiter Zeitung, mely lapokat ugyan Külföldi Viktor szerkesztett, de ő úgy az alapításnál, mint a lap vezetésénél főszerepet vitt és akkortájt számos írói tehetségre valló cikket írt az utóbbiba s a Brüderlichkeit című szocialista lapba. Az 1871. évi munkás-hűtlenségi perbe őt is belekeverték, s 11 hónapi vizsgálati fogságot állt ki. 1872-ben a munkáspárt külön nyomdát rendezett be Pesten; ennek üzletvezetője lett és a Munkás Heti Krónikát, úgyszintén ennek német kiadását az Arbeiter Wochen-Chronikot 1873. november 30-tól 1876. október 15-ig egyedül, október 22-től 1879. április 13-ig pedig Frankel Leóval együtt szerkesztette.